# 沙恩·布罗德
沙恩·布罗德（英語：Shane Broad，1974年8月21日—），澳大利亚男子赛艇运动员。他曾代表澳大利亚参加2000年、2001年、2002年和2003年世界赛艇锦标赛，获得一枚银牌和一枚铜牌。